# 聖卡耶塔諾伊斯特佩克
聖卡耶塔諾伊斯特佩克（西班牙語：San Cayetano Istepeque），是薩爾瓦多的城鎮，位於該國中部，由聖維森特省負責管轄，面積17.01平方公里，海拔高度510米，2007年人口5,103，人口密度每平方公里300人。
13°39′N 88°49′W / 13.650°N 88.817°W